# Petra Eklund
Petra Eklund, född 2 juni 1974, är en svensk före detta friidrottare (mångkamp). Hon har tävlat för Täby IS. Hon vann SM-guld i sjukamp år 2002.

## Personliga rekord
| Utomhus - 100 meter – 12,54 (Stockholm 24 juli 1998) - 200 meter – 24,61 (Ogden, Utah USA 15 maj 1998) - 400 meter – 56,56 (Karlstad 15 juli 1998) - 800 meter – 2:18,23 (Olofström 8 juni 2002) - 100 meter häck – 13,73 (Irvine, USA 22 april 2000) - Höjd – 1,57 (Riga, Lettland 29 juni 2002) - Längd – 6,17 (Uppsala 2 augusti 1998) - Tresteg – 12,05 (Stockholm 25 juli 1998) - Kula – 10,88 (Riga, Lettland 29 juni 2002) - Spjut – 31,13 (Tallinn, Estland 4 juli 2004) - Sjukamp – 5 291 (Tempe, Arizona USA 24 mars 2000) | Inomhus - 55 meter – 7,15 (Flagstaff, Arizona USA 25 februari 2000) - 55 meter häck – 7,95 (Flagstaff, Arizona USA 26 februari 2000) - 60 meter häck – 8,68 (Flagstaff, Arizona USA 13 februari 1999) - Längd – 6,26 (Pocatello, Idaho USA 23 februari 1999) - Tresteg – 12,57 (Pocatello, Idaho USA 23 februari 1999) - Femkamp – 3 533 (Karlskrona 28 februari 2004) |

### Fotnoter
1. 1 2 3  Wiger 2006, s. 239.
2. 1 2  Wiger 2006, s. 251.
3. ↑  Wiger 2006, s. 255.
4. ↑  ”SM mångkamp 2004, resultat” (html). Arkiverad från originalet den 17 december 2005. https://web.archive.org/web/20051217045342/http://www.ka2if.k.se/html/smlive.html. Läst 21 april 2015.
5. 1 2 3 4 5 6 7 8 9 10 11 12 13 14 15 16 17 18  ”Personsida på AllAthletics”. all-athletics.com. Arkiverad från originalet den 29 oktober 2016. https://web.archive.org/web/20161029235622/http://www.all-athletics.com/node/148208. Läst 29 oktober 2016.